# Ursony
Ursony (Erethizontinae) – podrodzina ssaków z rodziny ursonowatych (Erethizontidae).

## Zasięg występowania
Podrodzina obejmuje gatunki występujące w Ameryce.

## Systematyka
Do podrodziny należą następujące występujące współcześnie rodzaje:
- Erethizon F. Cuvier, 1823 – urson – jedynym żyjącym współcześnie przedstawicielem jest Erethizon dorsatum (Linnaeus, 1758) – urson amerykański
- Coendou Lacépède, 1799 – koendu

Opisano również rodzaje wymarłe:
- Branisamyopsis Candela, 2003[22]
- Disteiromys Ameghino, 1904[23] – jedynym przedstawicielem był Disteiromys graciloides Ameghino, 1904
- Eopululo Frailey & Campbell, 2004[24] – jedynym przedstawicielem był Eopululo wigmorei Frailey & Campbell, 2004
- Eosteiromys Ameghino, 1902[25]
- Neosteiromys Rovereto, 1914[26]
- Noamys Ercoli, Álvarez, Verzi, Villalba Ulberich, Quiñones, Constantini & Zurita, 2021[27] – jedynym przedstawicielem był Noamys hypsodontus Ercoli, Álvarez, Verzi, Villalba Ulberich, Quiñones, Constantini & Zurita, 2021
- Paradoxomys Ameghino, 1885[28]
- Parasteiromys Ameghino, 1904[29]
- Protosteiromys Wood & Patterson, 1959[30]
- Steiromys Ameghino, 1887[31]